# دومینیک مایزل
دومینیک مایزل (انگلیسی: Dominik Meisel؛ زادهٔ ۲۹ ژوئن ۱۹۹۹) بازیکن فوتبال است.
از باشگاه‌هایی که در آن بازی کرده‌است می‌توان به باشگاه فوتبال وورتسبورگ کیکرز اشاره کرد.